# Jakovlev Jak-41
De Jakovlev Jak-41 (Russisch: Як-41) (NAVO-codenaam: Freestyle) was een supersonisch VTOL-gevechtsvliegtuig van de Sovjet-Unie.

## Ontwerp en ontwikkeling
De Jak-141, het prototype voor de Jak-41, was een poging van de Sovjet-Unie om een supersonisch VTOL-vliegtuig te produceren. Het programma werd opgestart in 1975 als een ontwikkeling van de Jak-38. De eerste conventionele vlucht van de Jak-41 was op 9 maart 1987 en de eerste 'hover' op 29 december 1989. De Jak-41M-aanduiding werd aangenomen rond 1991 om het multifunctionele karakter van het vliegtuig te benadrukken.
De Jak-141 kreeg VTOL-capaciteiten door een combinatie van een liftmotor en een voorwaartse aandrijving, evenals eerdere Jak VTOL-ontwerpen. Twee liftjets werden achter de cockpit gemonteerd. Deze werden alleen gebruikt tijdens het opstijgen en tijdens de vlucht uitgezet. De hoofdmotor was achter in de romp gemonteerd met een draaibare straalpijp en een naverbrander. Voor opstijgen en stil hangen werd de straalpijp 90° naar beneden gedraaid om samen te werken met de liftjets. Om genoeg kracht te hebben voor het opstijgen moest de naverbrander gebruikt worden, waardoor het type landingsplaats zorgvuldig uitgezocht moest worden.
De Jak-41M zou een snelheid moeten kunnen halen van Mach 1,7 en zou wendbaarder zijn dan de MiG-29.
In augustus 1991 werd het programma stopgezet door het krimpende militaire budget. Jakovlev heeft nog geprobeerd om het vliegtuig interessanter te maken door een geavanceerdere versie aan te bieden, de Jak-43 met Koeznetsov NK-231-motoren, maar daar is nog niets uit gekomen.